# Yagsog
Pour plus de détails, voir Fiche technique et Distribution.
Yagsog (약속) est un film sud-coréen réalisé par Kim Yoo-jin, sorti en 1998.

## Synopsis
Chae Hee-ju, une jeune femme médecin, doit soigner Gong Sang-du, un chef de gang.

## Fiche technique
- Titre : Yagsog
- Titre original : 약속
- Titre anglais : A Promise
- Réalisation : Kim Yoo-jin
- Scénario : Lee Man-hee
- Musique : Jo Sung-woo
- Photographie : Jeon Jo-myeong
- Montage : Go Im-pyo
- Production : Chul Shin
- Société de production : Shin Cine Communications
- Pays de production :  Corée du Sud
- Genre : Drame et film de gangsters
- Durée : 109 minutes
- Date de sortie : 
  - Corée du Sud : 14 novembre 1998

## Distribution
- Jeon Do-yeon : Chae Hee-ju
- Park Shin-yang : Gong Sang-du
- Yoo Soon-cheol : Chae Pil-soo
- Park Hae-jin

## Distinctions
Le film a été nommé pour trois Blue Dragon Film Awards et a reçu celui du meilleur acteur et de la star la plus populaire pour Park Shin-yang.